# Helen Cordero
Helen Cordero (Cochiti (Nuevo México),15 de junio de 1915 - 24 de julio de 1994) fue una ceramista estadounidense famosa por sus figuritas de cerámica narradoras, un concepto que ella inventó, basado en la noción tradicional de la "madre cantante".

## Trayectoria
Primero aprendió a elaborar trabajos en cuero y, en la década de 1950, empezó a producir pájaros y animales de cerámica que pintaba su marido. Se dice que su tía le sugirió la arcilla como material en lugar del cuero, más caro. También le recomendó las figuras después de que sus primeros trabajos con cuencos y jarras resultaran defectuosos.

### Estilo y materiales
Cordero siguió un modo de vida tradicional que incluía extraer su propia arcilla y preparar sus propios pigmentos. Utilizó tres tipos de arcilla para los soportes, todas procedentes de las cercanías de Cochiti, y arcilla y materias vegetales para la decoración. Con el tiempo, los acabados se hicieron más refinados, y hacía a sus figuras por separado en lugar de a partir de la pieza principal de arcilla, lo que le permitía variar su colocación alrededor del narrador. A medida que progresaba en su trabajo, fue desarrollando el rostro característico por el que ahora se conocen sus personajes. Cordero mantenía una conexión personal con su trabajo: "Son mi gente pequeña. Les hablo y cantan". Esto refleja la creencia de que la arcilla es una sustancia animada y que las figurillas son como seres vivos.

### Estatuillas narradoras
Las alfareras cochiti hacían estatuillas de mujeres con niños conocidas como «Madre Cantora» o Madonna, Cordero transformó esta figura en su modelo Narradora o Cuentacuentos en 1964. Según un relato, el diseñador y coleccionista anglosajón Alexander Girard le encargó la creación de la primera pieza. Sin embargo, en un artículo de 1981, Cordero dijo que creó la primera en 1964. "Hice más de mis Cuentacuentos con muchos niños subiéndose a él para escuchar, luego los llevé a la Fiesta de Santo Domingo", donde Alexander Girard los compró.

Alexander Girard fue un mecenas que adquirió sus primeros trabajos. Poco después de que empezara con la creación con sus figuras, Gerard le pidió que aumentara su producción y el tamaño. Esta petición finalmente culminó en un belén compuesto de 250 piezas. Gerard también le propuso que creara una figura más grande de la «Madre Cantora». Meditó la idea y recordó a su abuelo, Santiago Quintana, a quien consideraba un gran narrador. El abuelo de  Cordero inspiraría en parte su primer Cuentacuentos, una figura masculina rodeada de sus cinco nietos. A partir de 1964, los miembros de su familia se unieron a ella para hacer sus conocidad figuras narradoras. Ella describió su proceso:
Trabajaba al aire libre cuando hacía buen tiempo y en la mesa de su cocina en invierno. Su esposo y su hijo recorrían cien millas para traer a casa la madera de cedro que usaba como combustible para cocer sus piezas sobre una rejilla de hierro situada detrás de su casa.
Sus diseños se hicieron populares entre otros alfareros, quienes crearon variaciones, incluidos narradores de animales. En la década de 1990, más de 200 alfareros fabricaban figuras de Narradores para un creciente mercado. Para distinguir su trabajo y cumplir con las expectativas de algunos coleccionistas, Cordero comenzó a firmar sus obras. Después del éxito, finalmente sacó más de sus experiencias y continuó desarrollando otros modelos, incluidos los bateristas, las madres cantantes, el padre Pueblo y la doncella Hopi.
La obra de Cordero se encuentra en el Museo de Arte Popular Internacional y el Museo de Arte de Nuevo México en Santa Fe (Nuevo México), el Museo de la Universidad Tecnológica de Texas en Lubbock, el Museo Smithsonian de Arte Americano en Washington D. C., el Museo Heard en Phoenix, el Museo del Monumento Nacional Bandelier en el condado de Los Alamos (Nuevo México) y el Museo de Brooklyn .
Cordero residió Cochiti durante toda su vida. Se casó con Fred Cordero, un artista, fabricante de tambores y gobernador de este municipio, y tuvieron cuatro hijos.

## Reconocimientos
Cordero fue galardonada como Tesoro Viviente de Santa Fe en 1985. Recibió en 1986 la Beca Nacional de Patrimonio otorgada por el Fondo Nacional para las Artes, el máximo honor del gobierno de los Estados Unidos en el ámbito de las artes populares y tradicionales. La escuela primaria Helen Cordero, en Albuquerque, Nuevo México, lleva su nombre.